# Estudio 3
Estudio 3 fue un espacio de ficción emitido por la cadena Televisión española entre 1963 y 1965. Uno de los primeros espacios televisivos grabados en los entonces nuevos estudios de Prado del Rey, concretamente en el estudio 3, que da título a la serie.

## Formato
Se trataba de espacios dramáticos sin conexión argumental entre los distintos episodios. Se trataba de guiones tanto de autores noveles, entre los que se habían presentado al Concurso Permanente de Guiones como adaptaciones de escritores consagrados o textos de Luis Peñafiel, pseudónimo de Narciso Ibáñez Serrador, que además dirigió e interpretó muchos episodios. Los géneros tratados iban desde el terror a la comedia o el drama.
Cada episodio, contaba además con su propio realizador, pudiendo mencionarse Alberto González Vergel, Domingo Almendros, Juan Guerrero Zamora, Gabriel Ibáñez o Pedro Luis Ramírez.

## Listado de episodios
A continuación, listado de episodios emitidos:
- El soñador, 1963
  - Director: Alberto González Vergel.
  - Intérpretes:Gemma Cuervo, Fernando Guillén, Josefina Díaz, Josefina Martín

- La boda, 1963
  - Intérpretes: Jesús Puente,  María Luisa Rubio

- La cena, 1963
  - Director: Gabriel Ibáñez.
  - Autor: Clemente Pamploma
  - Intérpretes: María Dolores Losada, Amparo Pamplona, Tony Soler, Manuel Soriano, Juan Ramón Torremocha

- Los señores de Morales, 21 de octubre de 1963
  - Intérpretes: María José Alfonso, Mercedes Barranco, Vicente Haro, Tina Sáinz

- Ejemplo del doncel ingrato,  28 de octubre de 1963
  - Intérpretes: Fernando Delgado, Félix Fernández, Mary González

- Muerte bajo el sol, 9 de diciembre de 1963
  - Intérpretes: Carlos Casaravilla

- Lo mejor de lo mejor, 23 de diciembre de 1963
  - Intérpretes: Antonio Casas, Silvia Solar

- Las Mil y Una Bombillas, 6 de enero de 1964
  - Director: Narciso Ibáñez Serrador.
  - Autor: Narciso Ibáñez Serrador
  - Intérpretes: Elena Balduque, Manuel Escalera, Roberto Llamas, Gabriel Llopart, Alberto Solá

- El extraño caso del Sr. Kellerman, 13 de enero de 1964
  - Director:Gabriel Ibáñez
  - Autor: Narciso Ibáñez Serrador
  - Intérpretes: Concha Goyanes, Vicente Haro, Narciso Ibáñez Serrador, Elena María Tejeiro

- La puerta de Michob Ader,  20 de enero de 1964
  - Intérpretes:Manuel Andrés, Miguel Armario, Guillermo Bredeston, Julio Goróstegui, Narciso Ibáñez Menta, María José Valero

- Como a un Perro, 24 de enero de 1964
  - Director:Gabriel Ibáñez
  - Autor: Narciso Ibáñez Serrador
  - Intérpretes:Jorge Burgos, Irene Daina, Narciso Ibáñez Serrador, Roberto Llamas

- Estación 83, 27 de enero de 1964
  - Director:Gabriel Ibáñez
  - Autor: Narciso Ibáñez Serrador
  - Intérpretes: José Bódalo, Miguel de la Riva, Antonio Ferrandis, Guillermo Hidalgo, Narciso Ibáñez Menta, Narciso Ibáñez Serrador

- El guateque, 3 de febrero de 1964
  - Director: Narciso Ibáñez Serrador.
  - Autor: Narciso Ibáñez Serrador
  - Intérpretes: Daniel Dicenta, Alfonso Gallardo, Mary González, Mara Goyanes, Lola Herrera, Mary Paz Pondal, Ramón Reparaz, Manuel Tejada

- Diez semanas para un frack, 10 de febrero de 1964
  - Director: Narciso Ibáñez Serrador.
  - Autor: Narciso Ibáñez Serrador
  - Intérpretes: Susana Canales, Salvador Cortés, Rosa Luisa Goróstegui

- El fin de Águila Negra, 17 de febrero de 1964
  - Director: Narciso Ibáñez Serrador.
  - Autor: Narciso Ibáñez Serrador
  - Intérpretes: Manuel Andrés, Narciso Ibáñez Menta, Narciso Ibáñez Serrador, Roberto Llamas

- El Lobo,  de marzo de 1964
  - Director: Narciso Ibáñez Serrador.
  - Autor: Narciso Ibáñez Serrador
  - Intérpretes: Tota Alba, Narciso Ibáñez Menta, Asunción Montijano, Isabel María Pérez, Manuel Torremocha

- La noche se llama Paula,  9 de marzo de 1964
  - Director:Gabriel Ibáñez
  - Autor: Narciso Ibáñez Serrador
  - Intérpretes: Susana Canales, Narciso Ibáñez Serrador

- Los honorables Señores Morgan, 16 de marzo de 1964
  - Director: Narciso Ibáñez Serrador.
  - Autor: Narciso Ibáñez Serrador
  - Intérpretes: Susana Canales, Irán Eory, Milagros Leal, Manuel Torremocha

- Simon de Samaria, 23 de marzo de 1964
  - Director: Narciso Ibáñez Serrador.
  - Autor: Narciso Ibáñez Serrador
  - Intérpretes: Narciso Ibáñez Menta, Francisco Pierrá, Jorge Vico

- Concierto para piano y Matrimonio, 6 de abril de 1964
  - Director:Gabriel Ibáñez
  - Autor: Narciso Ibáñez Serrador
  - Intérpretes: Narciso Ibáñez Serrador, María Fernanda D'Ocón, Joaquín Escola, Vicente Haro.

- La última hoja, 13 de abril de 1964
  - Director: Narciso Ibáñez Serrador.
  - Autor: Narciso Ibáñez Serrador
  - Intérpretes: Narciso Ibáñez Serrador, Susana Canales, Félix Dafauce, Lola Herrera

- Agua viva, 20 de abril de 1964
  - Director: Narciso Ibáñez Serrador.
  - Autor: Narciso Ibáñez Serrador
  - Intérpretes: Guillermo Hidalgo, Narciso Ibáñez Menta, Jorge Vico

- Los tres centavos de Johnny Kerman, 27 de abril de 1964
  - Director: Narciso Ibáñez Serrador.
  - Autor: Narciso Ibáñez Serrador
  - Intérpretes:Carlos Estrada, Paco Morán

- El medallón de la señora Conway,  4 de mayo de 1964
  - Director:Gabriel Ibáñez
  - Autor: Narciso Ibáñez Serrador
  - Intérpretes: Tota Alba, Susana Canales, Julio Goróstegui, Narciso Ibáñez Serrador

- Turismo de invierno, 25 de mayo de 1964
  - Autor: Narciso Ibáñez Serrador
  - Intérpretes: Joaquín Escola, Narciso Ibáñez Menta, Mary Paz Pondal

- Menú de primavera, 8 de junio de 1964
  - Director: Narciso Ibáñez Serrador
  - Autor: O.Henry
  - Intérpretes:Susana Canales, Marga de los Llanos, Ricardo Merino

- Obsesión, 15 de junio de 1964
  - Director:Gabriel Ibáñez
  - Autor: Narciso Ibáñez Serrador
  - Intérpretes: Narciso Ibáñez Serrador

- El nacimientos del profeta Isa, 22 de junio de 1964
  - Director:Gabriel Ibáñez
  - Autor: Narciso Ibáñez Serrador
  - Intérpretes: Narciso Ibáñez Serrador, Irán Eory, Joaquín Escola, Héctor Quiroga

- Un Hombre Encantador, 29 de junio de 1964
  - Director: Narciso Ibáñez Serrador.
  - Autor: Narciso Ibáñez Serrador
  - Intérpretes: Narciso Ibáñez Serrador

- El Retablo de las Maravillas,  6 de julio de 1964

- La familia de Domingo, 12 de julio de 1964
  - Director:Gabriel Ibáñez
  - Autor: Alfredo Baño
  - Intérpretes: Jesús Puente, Tina Sáinz, Joaquín Pamplona, Rosa Luisa Goróstegui, Mary González.

- El canto del cisne, 3 de agosto de 1964
  - Director:Gabriel Ibáñez
  - Autor: Anton Chejov
  - Intérpretes: Emiliano Redondo, Enrique Navarro

- 15 de marzo,  10 de agosto de 1964
  - Director:Gabriel Ibáñez
  - Autor: Alfredo Baño
  - Intérpretes: Paco Morán, José María Prada, Héctor Quiroga

- El Oído Privado, 17 de agosto de 1964
  - Director: Alberto González Vergel
  - Autor: Peter Shaffer
  - Intérpretes: Fernando Guillén, Gemma Cuervo.

- Parece Mentira, 24 de agosto de 1964
  - Director: Alberto González Vergel
  - Autor: Peter Shaffer
  - Intérpretes: Fernando Delgado, José María Prada, Pablo Sanz

- La pata del mono, 1 de septiembre de 1964
  - Director:Gabriel Ibáñez
  - Intérpretes: María Banquer, Vicente Haro, Blas Martín

- La Muerte de Orfeo, 7 de septiembre de 1964
  - Director:Gabriel Ibáñez
  - Autor: Jean Cocteau
  - Intérpretes: Carlos Ballesteros, Lola Herrera

- La Inocente, 14 de septiembre de 1964
  - Director: Alberto González Vergel
  - Autor: H.R. Lenormand
  - Intérpretes: Manuel de Blas, Roberto Llamas, Paloma Lorena, Tina Sáinz

- El Juguete, 21 de septiembre de 1964
  - Director:Gabriel Ibáñez
  - Autor: Saturnino Cantalejo
  - Intérpretes: José Calvo, Joaquín Dicenta, Pablo Sanz

- Miss Phipps Viaja de Noche,  28 de septiembre de 1964
  - Director:Gabriel Ibáñez
  - Autor: Alfredo Baño
  - Intérpretes: Margot Cottens, Paco Morán

- Pudiera Ser el Cuarto, 4 de octubre de 1964
  - Director: Domingo Almedros
  - Autor: Gonzalo Azcárraga

- Balada Del Rey De Oros, 11 de octubre de 1964
  - Director: Pedro Luis Ramírez
  - Autor: Francisco Umbral

- Leyenda Del Caballero y La Muerte, 18 de octubre de 1964
  - Director: Juan Guerrero Zamora
  - Autor: Emilia Burillo

- Los Vencidos, 25 de octubre de 1964
  - Director: Ricardo Blasco
  - Autor: Hermógenes Sáinz

- La Taza De Café, 8 de noviembre de 1964
  - Director: Pedro Luis Ramírez
  - Autor: Manuel Ruiz Castillo

- La Visita Llegó a las Doce, 3 de enero de 1965
  - Director: Pedro Luis Ramírez
  - Autor: Manuel Tamayo
  - Intérpretes: Jesús Puente, María Burgos, Félix Fernández

- Las Mojigangas del Señor Director, 10 de enero de 1965
  - Director: Juan Guerrero Zamora
  - Autor: Rafael Palma
  - Intérpretes: Antonio Acebal, Alfonso del Real, Montserrat Julió, Olga Peiró, José María Prada

- A mí lo que me tira es el comercio, 24 de enero de 1965
  - Director: Ricardo Blasco
  - Autor: José María Lizar
  - Intérpretes: Manuel Alexandre, Rafaela Aparicio, Alicia Hermida, Pedro Porcel, Mónica Randall

- La muñeca vieja y fea, 30 de enero de 1965
  - Director: Domingo Almendros
  - Autor: Antonio Vera Ramirez
  - Intérpretes: José Bódalo, Nela Conjiu, Mary González, Isabel María Pérez

- La puerta que da al jardín, 7 de febrero de 1965
  - Director: Pedro Luis Ramírez
  - Autor:Antonio Colomer Prieto
  - Intérpretes: Valeriano Andrés, Tomás Blanco, Avelino Cánovas, Manuel Peiró, José María Prada

- Un televisor para la abuela, 14 de febrero de 1965
  - Director: Juan Guerrero Zamora
  - Autor: Antonio Vera Ramirez

- La última palabra, 28 de febrero de 1965
  - Director: Domingo Almendros
  - Autor: Pedro Gil Paradela
  - Intérpretes: Manuel Arbó, Julio Goróstegui, Manuel Peiró

- El Profesor Blumen, 7 de marzo de 1965
  - Director: Pedro Luis Ramírez
  - Autor: Carlos Muñiz
  - Intérpretes: José María Prada, María Luisa Merlo, Agustín Bescos, Mercedes Borqué, Avelino Cánovas, Alfonso del Real, Julio Goróstegui

- La primavera de la Señora Duncan, 14 de agosto de 1965
  - Intérpretes: Luz Márquez

- Un invento aprovechado, 28 de agosto de 1965
  - Intérpretes: Pastor Serrador

- El hornillo de gas, 11 de septiembre de 1965
  - Intérpretes: Montserrat Carulla